# Гамбарана
Гамбарана, Ґамбарана (італ. Gambarana) — муніципалітет в Італії, у регіоні Ломбардія, провінція Павія.
Гамбарана розташована на відстані близько 460 км на північний захід від Рима, 60 км на південний захід від Мілана, 35 км на південний захід від Павії.
Населення — 220 осіб (2014).
Щорічний фестиваль відбувається 16 серпня. Покровитель — S.Rocco.

## Демографія
Населення за роками:

Станом на 1 січня 2023 року в муніципалітеті офіційно проживало 20 іноземців з 8 країн, серед них 4 громадяни країн Євросоюзу та 1 громадянин України.

## Сусідні муніципалітети
- Бассіньяна
- Фраскароло
- Ізола-Сант'Антоніо
- Меде
- П'єве-дель-Каїро
- Суарді